# Alin Zaharia
Alin Zaharia (n. 18 iunie 1987, Afumați, jud. Ilfov), este un fotbalist român, care joacă în prezent pentru Concordia Chiajna.
Alin Zaharia și-a început cariera în 2010 la CS Afumați. În 2011, el a obținut cu Afumați promovarea în Liga a III-a. La 29 august 2011, a marcat 4 goluri în victoria cu 5-1 împotriva Dunărea Călărași. În sezonul 2011-2012, el a fost marcatorul tuturor seriilor din al treilea eșalon. În 2012, el a fost votat "Cel mai bun jucător al anului din Liga a III-a", distincție oferită de revista Ilfov Sport.
În august 2013, Zaharia a semnat cu Concordia Chiajna, club care i-a adus debutul în Liga I. La 19 august, el a marcat un gol în victoria cu 3-0 împotriva Universității Cluj. El a marcat din nou, la 23 septembrie, în egalul de 1-1 împotriva celor de la Oțelul Galați.